# Romeo och Julia (balett, Prokofjev)

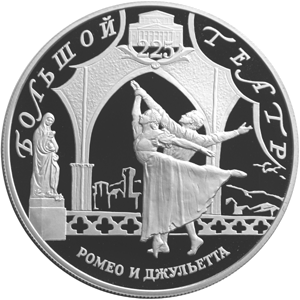
Scen ur Romeo och Julia. Ryska centralbankens jubileumsmynt om 25 rubel med anledning av Bolsjojteaterns 225-årsjubileum.

Romeo och Julia (ryska: Ромео и Джульетта Romeo i Dzjuljetta; opus 64) är en balett av den rysk-sovjetiske kompositören Sergej Prokofjev, baserad på William Shakespeares tragedi Romeo och Julia.
Verket komponerades 1935–1936 på beställning av Mariinskijbaletten, men framfördes inte, troligen på grund av rädsla för det kulturklimat som rådde vid tillfället. Prokofjev satte i stället ihop tre sviter för orkester och piano, som framfördes i Moskva och i USA. Inte förrän den 30 december 1938 fick baletten sin premiär, i Brno i Tjeckoslovakien, och först ett år senare, den 11 januari 1940, i Leningrad. Koreografin ändrades rejält till den senare uppsättningen, något som Prokofjev motsatte sig.
Den sattes upp på Göteborgsoperan med premiär den 21 oktober 1994.
Ett av de mest berömda musikstyckena från baletten är "Riddarnas dans" från första akten, andra scenen.

## Diskografi (urval)
- Romeo and Juliet. London Symphony Orchestra. Andre Previn, dirigent. EMI (ADD) 9 67701-2. 2 CD. 1973.[2]